# Eddie Friel
Edward Joseph „Eddie“ Friel (* 1962 in Belfast) ist ein irischer Sänger und Pianist.

## Leben und Wirken
Friel betätigte sich als Musiklehrer, ehe er als Pianist in diversen europäischen Pianobars auf Tour ging. Eddie Friel spielte auch für Van Morrison auf einer Tournee. Er vertrat sein Land beim Eurovision Song Contest 1995 in Dublin, wo er den 14. Platz mit seinem Titel Dreamin’ erreichte.